# Torch (groupe)
Pour les articles homonymes, voir Torch.
Torch est un groupe suédois de heavy metal, originaire de Stockholm.

## Histoire
Le groupe est formé en 1980 par Chris J. First, Steve Streaker et Claus Wildt sous le nom de Black Widow. En 1981, il se rebaptise Torch. Stefan Wedlund prend d'abord le relais, jusqu'à ce que Dan Dark rejoigne le groupe peu de temps après et devienne son chanteur.
En 1982, le groupe sort son premier EP, Fireraiseraiser, et part peu après en tournée européenne et joue dans quelques festivals. Il se produit entre autres avec Motörhead et Warlock. Bien que sa popularité ait dépassé les frontières de la Scandinavie, le groupe ne donne que peu de concerts en dehors de son pays d'origine. En 1983, ils sortent leur premier album, connu à la fois sous le nom de Torch et Warlock ; le titre officiel est cependant Torch. L'album n'est disponible en Allemagne que sous la forme d'une importation coûteuse, jusqu'à ce que la société Mikulski publie un pressage allemand par l'intermédiaire de Zyx-Metal, suivi en 1984 d'un album limité à 1 500 exemplaires d'un EP contenant les trois morceaux Bad Girls, The Serpent et Cut Throat Tactics, qui devaient à l'origine figurer sur le premier album, mais qui sont supprimés afin d'éviter une longueur excessive et donc un son de moins bonne qualité. 
Après Electrikiss, le groupe a « surtout des problèmes du côté commercial » et des disputes avec des maisons de disques qui « voulaient nous pousser dans un coin plus commercial et ne nous donnaient pas de soutien pour une tournée utile. Cela nous a coûté beaucoup de temps et d'énergie, ce qui a nui au plaisir de composer des chansons et à la créativité. En même temps, certains d'entre nous sont devenus pères, et les priorités se sont donc déplacées vers la sphère privée ». Dan Dark a depuis été chanteur du cover band d'Accept, Except, avec lequel il a joué au Headbangers Open Air en 2001, et s'est essayé à la comédie. Sur Internet, Dan Dark a lu qu'« il y avait un grand intérêt dans le monde entier pour le power metal des années '80 et aussi pour Torch. Quand j'ai rencontré quelqu'un qui avait publié en Australie un bootleg live de nous au Mud-Club de Göteborg, j'ai su que le moment était venu de faire un come-back ». Après presque vingt ans d'inactivité, il a planifié de nouveaux concerts et contacte les autres membres, mais lui seul avait le temps et la motivation pour le faire. Comme il ne voulait pas abandonner l'idée, il réunit une nouvelle formation avec le bassiste Affe et le guitariste Alex du groupe Scaar ainsi que le batteur Janne d'Astral Carneval. En 2009 et 2018, le groupe participe au Sweden Rock Festival. En 2020, ils sortent leur album Reignited,,.

## Style musical
Selon Andreas Kraatz de Musikexpress, « les influences et les emprunts à coloration britannique sont indéniables dans le style du groupe. Le chanteur Dan Dark, le plus âgé à 23 ans, et les quatre autres se complètent parfaitement, déployant une virtuosité et un sens des mélodies riches qui font honneur à leur grand modèle Iron Maiden. Torch est un groupe d'avenir, le mini-LP de 1982 et la dernière œuvre de l'année dernière l'ont prouvé de manière impressionnante ». Il les qualifie toutefois, avec d'autres groupes de metal alors nouveaux comme Exciter, Metallica, Slayer, Tsunami, Bitch, Great White, Sortilège, Barón Rojo et Mercyful Fate, de n'être ni « nouveaux » ni « in » au sens propre du terme dans leur style et leur « choix de moyens musicaux [...] - ou encore de modèles conventionnels - [...]. Au contraire, ces groupes - comme Iron Maiden ou Def Leppard avant eux - s'orientent eux aussi vers la tradition, vers les grands qui ont écrit les chapitres concernés de l'histoire du rock ». Bitch, Metallica, Exciter et Torch ne seraient « que la pointe talentueuse d'un iceberg qui se fait sentir avec force ». Mais ils ne sont « certainement pas l'avenir du heavy metal dans le sens où il y a des nouveautés musicales fondamentales qui nous attendent. [...] Ils sont l'avenir du heavy metal dans la mesure où ils perpétuent la tradition dans ce même avenir ».
Selon Götz Kühnemund du Rock Hard, leur premier EP Fireraiser « a longtemps été cité au même titre que les premiers albums de Mercyful Fate, Sortilège, Evil ou H-Bomb et représentait un son influencé par la NWOBHM, frais et très passionné, qui avait en outre un côté Accept audible ». Il les décrit comme l'un des « meilleurs groupes de metal pur des années '80 » et le « plus grand moment de la carrière du groupe » est la sortie de leur premier album, qui « atterrit encore souvent sur ma platine aujourd'hui et se distingue particulièrement par son chant. Dan Dark était un vrai bon frontman, qui avait trouvé le mélange parfait entre dureté brute et mélodie (un peu comme le Bruce Dickinson des débuts) et qui aurait été tout aussi convaincant dans l'un des grands groupes établis à l'époque. Les chansons de Torch, qui sont à la fois fortes et jamais grossières, accrochent immédiatement l'oreille et ne s'usent guère au fil des années, comme les classiques de Saxon sur Wheels of Steel, Strong Arm of the Law et Denim and Leather. Cela est sans aucun doute dû à l'esprit immortel de l'époque des pionniers du metal, qui saute immédiatement aux oreilles de l'auditeur et auquel il est impossible d'échapper une fois infecté ». Alors que selon D. Bomb Hartmann du Metal Hammer, le premier album ne pouvait être que « recommandé dans toute collection de disques pour Headbangers »
Selon son collègue Metal Mike Bilm, l'EP Bad Girls devrait plaire à « tous ceux qui ont également apprécié l'EP Fire Razor! et le LP Warlock ». Pour Joop Van Nijmweggan « [après] un super EP et un LP au-dessus de la moyenne [...] s'attendait à mieux. En écoutant Elektrikiss, on ne peut jamais se défaire de l'impression que le groupe n'avait pas assez de morceaux lors de l'enregistrement du LP et qu'il a donc bricolé la plupart des chansons à la va-vite ». Pour lui, les meilleurs morceaux sont « sans aucun doute Bad Girls et Cut-Throat Tactics, mais ils figuraient déjà sur le dernier EP, qui n'était pas non plus extraordinaire ». En outre, la durée de Limelight, par exemple, « est inutilement prolongée par des cris de joie », mais Electrikiss « n'a même pas une demi-heure de durée. Ce LP ne récolte des points positifs qu'en ce qui concerne le son (très terreux et puissant) et la maîtrise technique des différents musiciens, ce qui le distingue de la plupart des autres publications de Roadrunner ; un disque qui est meilleur que le reste de la camelote n'est pas pour autant bon ». Pour Holger Stratmann de Rock Hard, en revanche, « il n'était pas question que ce disque soit bon [...], mais on aurait pu s'attendre à un peu plus ». Il critique également la courte durée de l'album et sa prolongation par des « passages inutiles » ainsi que les morceaux de l'EP ; le groupe aurait « pu tranquillement prendre un peu plus de temps ».

## Discographie
- 1982 : Fireraiser (EP)
- 1983 : Torch (album, également connu sous le nom de Warlock)
- 1984 : Bad Girls (EP)
- 1984 : Electrikiss (album)
- 2009 : Dark Sinner
- 2020 : Reignited (album)